# 鼠标
滑鼠（英語：computer mouse），是一种電腦使用的定点输入设备，可以对屏幕上的游标进行定位，并通过按键和滚轮装置对游标所经过位置的屏幕元素进行操作。滑鼠的鼻祖於1968年出现。美国科学家道格拉斯·恩格尔巴特在加利福尼亚制作了第一個滑鼠。

## 發展歷史
- 1967年，滑鼠的原型誕生。

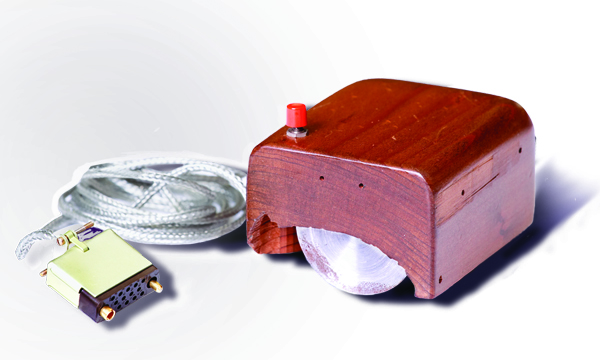
道格拉斯·恩格爾巴特發明的第一個滑鼠。

- 1968年12月9日，世界上的第一个滑鼠诞生于美国史丹福大學。它的发明者是道格拉斯·恩格爾巴特博士。这個滑鼠的设计目的，是为了用滑鼠来代替键盘那繁琐的指令，从而使计算机的操作更加简便。这個滑鼠的外形是一個小木头盒子，其工作原理是由它底部的小球带动枢轴转动，继而带动变阻器改变阻值来产生位移信号，并将信号传至主机。
- 1973年，第一台帶有滑鼠的電腦Xerox Alto發佈[3]。
- 1980年代初，出现了第一代的光电滑鼠，这类光电滑鼠具有比机械滑鼠更高的精确度。但是它必须工作在特殊的印有细微格栅的光电滑鼠垫上。这种滑鼠过高的成本限制了其使用范围。
- 1981年，第一個商业化滑鼠诞生。
- 1983年，羅技发明了第一個光学机械式滑鼠，也就是我们今天所说的机械滑鼠。这种滑鼠结构成为了事实上的行业标准。
- 1999年，安捷倫公司（Agilent,後改組為安華高, Avago）发布了IntelliEye光学引擎，继而市场上出现了不需要专用滑鼠垫的光电滑鼠，光电滑鼠的普及由此开始。
- 2003年，羅技與微軟分別推出以藍牙為通訊協定的藍牙滑鼠。
- 2005年，羅技與安華高合作推出第一款雷射滑鼠（無線，可充電, Logitech MX1000）。
- 2006年，第一隻克服玻璃障礙[注 1]的有線雷射滑鼠問世（DEXIN, ML45）。
- 2006年，藍牙雷射滑鼠問世（Acrox）。
- 2008年，微軟推出採用Blue Track技術的藍光滑鼠，幾乎兼容所有介面（Microsoft SideWinder X8）。
- 2009年，羅技推出DarkField雷射追蹤技術。此技術基本上仍是採用雷射辨識，結合運用在實驗室的「暗視野（Darkfield）」顯微鏡技術，讓滑鼠也能看到透明材質中的小瑕疵、灰塵、微粒等微小物質，並藉此提供辨識定位資訊。（Logitech M905、M950）[4]
- 2009年，苹果公司推出Magic Mouse，採用承襲自iPhone、iPod Touch、MacBook的多點觸控技術，把所有滑鼠按鍵、滾輪都拿掉，只以一整片多點觸控板，就能提供等同一般滑鼠的左、右鍵，以及360度滾輪功能，並能以兩指操作更多手勢功能。[5]

## 技術

光學机械滑鼠工作原理
1：移动滑鼠带动滚球。
2：X方向和Y方转杆传递滑鼠移动。
3：旋轉編碼器的光学刻度盘。
4：晶体管发射红外线可穿过刻度盘的小孔。
5：光学传感器接收红外线并转换为平面移动速度。

滑鼠的光学传感器灵敏度使用DPI（Dots Per Inch，点每英寸）或CPI（Counts Per Inch，每英寸测量数）量度，测量频率使用FPS（Flashes Per Second，每秒刷新次数）量度。 

### 分類
依據移動感應技術的分類如下：
- 機械滑鼠
- 早期光學滑鼠（需要印有特定條紋的滑鼠墊）
- 光學機械滑鼠（滑鼠內有一顆滾球， 現今已少見）
- 光學滑鼠（現代的主流，無需特定條紋的滑鼠墊）
- 雷射滑鼠
- 藍光滑鼠
- 蓝影滑鼠

### 按鍵數量

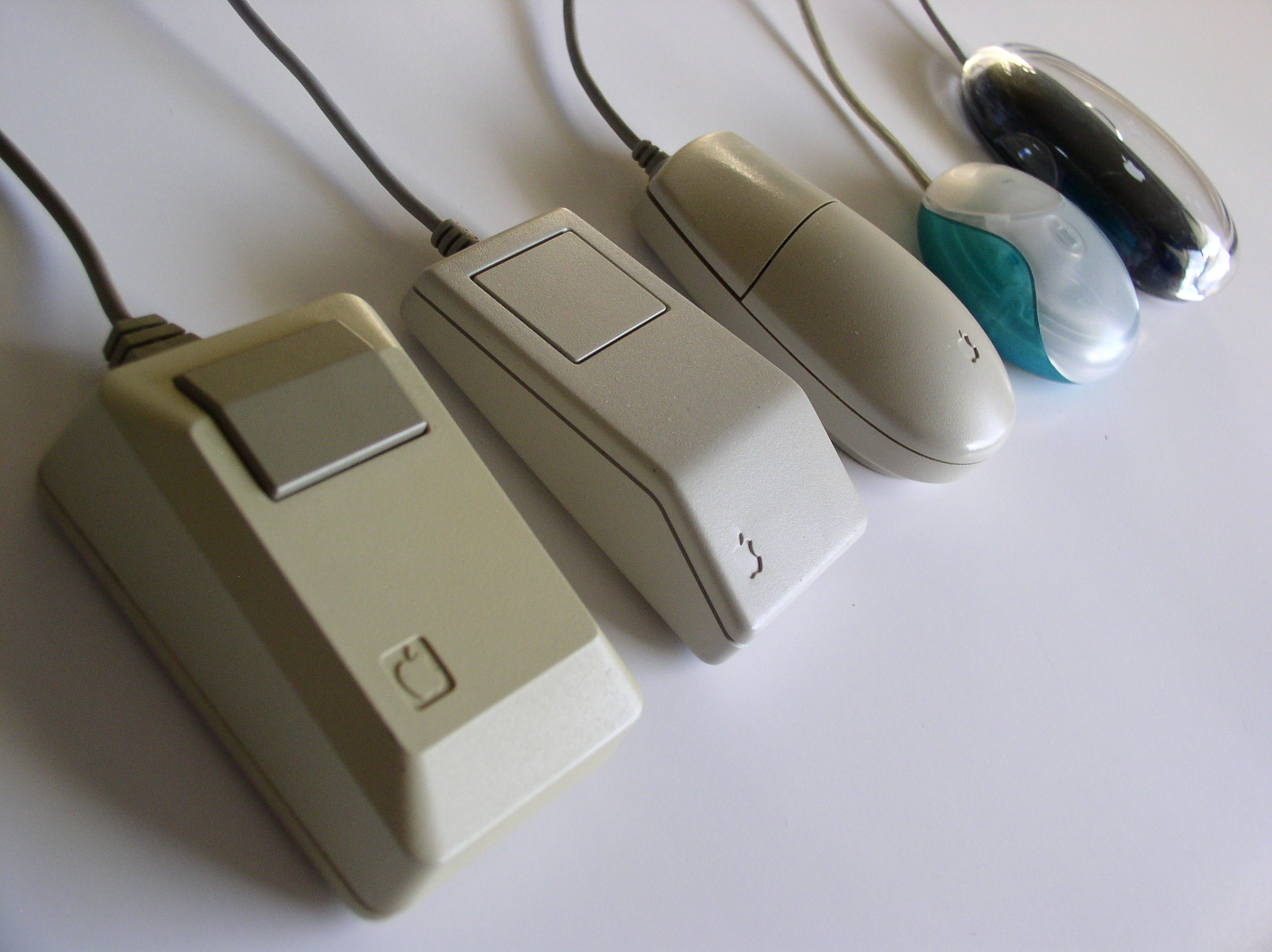
蘋果電腦的滑鼠只有一個按鍵，最左邊的為1984年麥金塔電腦所配備的滑鼠

- 單鍵滑鼠：單一按鍵，蘋果公司從早期的Mac系統使用至今，僅加入觸控來代替多按鍵，其目的是單一按鍵不會按錯，與當時一般PC上的雙鍵或三鍵滑鼠有別。
- 雙鍵滑鼠：雙按鍵，早年PC上曾廣泛使用，現已極少出現；早期的Mac系統目前有部分使用。
- 三鍵滑鼠：左右鍵加中鍵，早年PC上曾廣泛使用，現已甚少出現。
- 三鍵滾輪滑鼠：左右鍵加上下滚动的滚轮，含整合中鍵功能的後期滾輪，Windows 95出现以後的主流滑鼠。
- 五鍵滾輪滑鼠：新增第四鍵及第五鍵——主要功能為左/右方向滚动，多在生產力職業上工作。Windows操作系统称之为XBUTTON1与XBUTTON2。[6]
- 多鍵滾輪滑鼠：五鍵以上滑鼠，為某些特定功能、遊戲比賽或環境設計，可以用驅動程式進行功能編輯。

### 有線傳送方式滑鼠
- USB
- PS/2接口
- RS232

### 無線傳送方式滑鼠

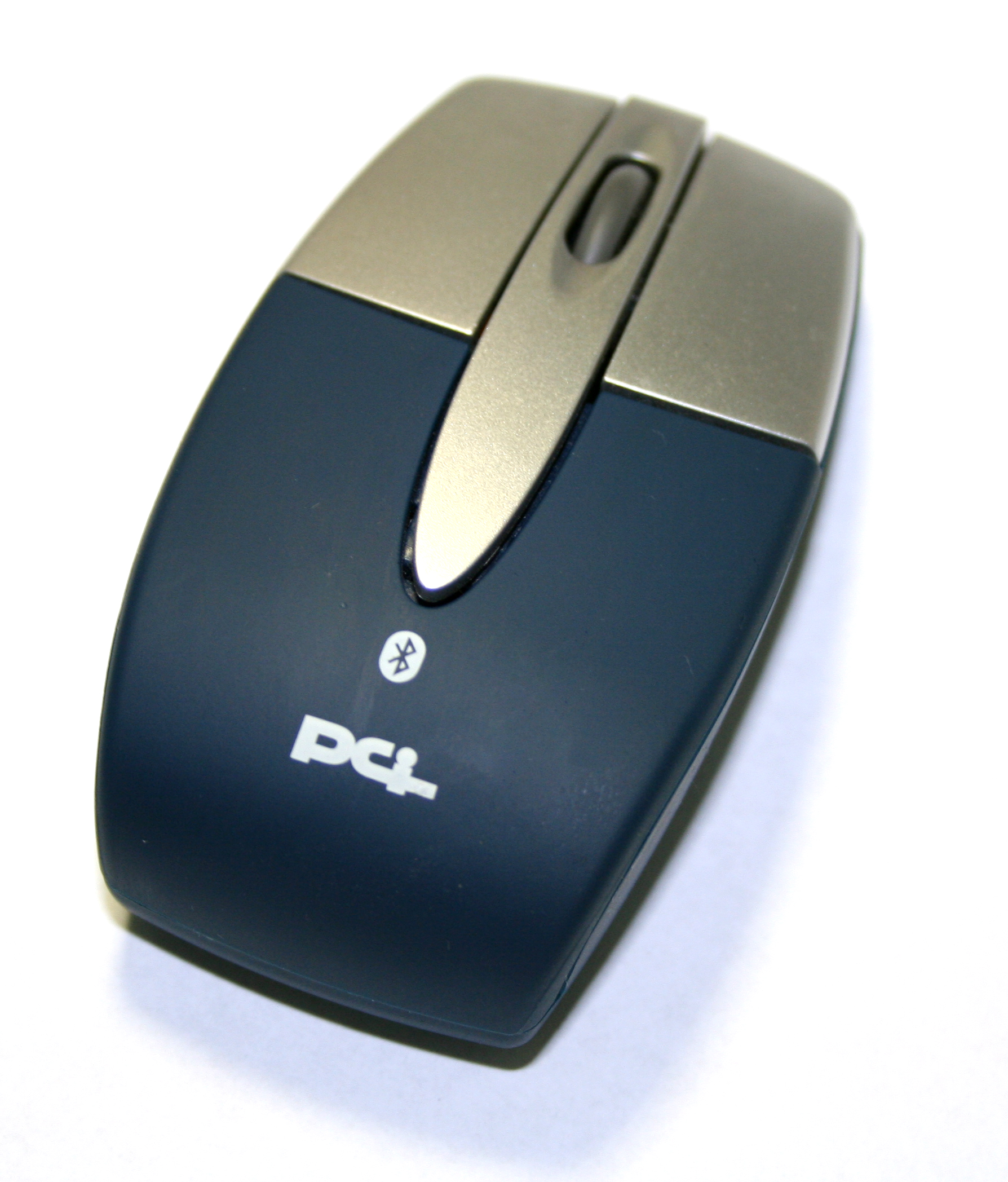
舊式藍牙滑鼠

- 红外线
  - 27MHz射频（无线电频率）
  - 40/49MHz射频（无线电频率）
  - 315/433MHz射频（无线电频率）
  - 2.4GHz射频（无线电频率）

- 藍牙

### 功能區分
- 標準滑鼠（Standard Mouse）：一般標準3/ 5鍵滾輪滑鼠。
- 辦公滑鼠（Office Mouse）：軟、硬體上增加Office/ Web相關功能或是快速鍵的滑鼠。
- 簡報滑鼠（Presentation Mouse）：為增強簡報功能開發的特殊用途滑鼠，例如激光点指示、幻灯片翻页等功能。
- 遊戲/電競滑鼠（Gaming Mouse）：專為遊戲玩家設計，能承受較強烈的操作，解析度範圍較大，特殊遊戲需求軟硬體設計，還有配重塊放置其中。

## 操作
更多信息：点击
鼠标通常控制图形用户界面 (GUI) 中二维指针的运动。鼠标将手的前后左右运动转换为等效电子信号，进而用于移动指针。
鼠标在表面上的相对运动会应用到屏幕上指针的位置，从而指示用户操作发生的点，因此指针会复制手部运动。单击或指向（当光标在区域范围内时停止移动）可以从名称列表中选择文件、程序或操作，或者（在图形界面中）通过称为“图标”和其他元素的小图像。例如，文本文件可能由纸质笔记本的图片表示，当光标指向此图标时单击可能会导致文本编辑程序在窗口中打开该文件。
不同的鼠标操作方式会导致 GUI 中发生特定的事情：
- 指向：当指针位于用户想要交互的边界内时，停止指针的移动。指向这一动作正是“指针”和“指点设备”的名称来源。在网页设计术语中，指向被称为“悬停”。这种用法已传播到网页编程和 Android 编程，现在已在许多环境中出现。
- 单击：按下并释放按钮。
  - （左）单击：单击主按钮。
  - （左）双击：快速连续单击按钮两次与两次单独的单击算作不同的手势。
  - （左）三击：快速连续点击按钮三次与三次单击算作不同的手势。在传统导航中，三击并不常见。
  - 右键单击：单击辅助按钮。在现代应用程序中，这通常会打开上下文菜单。
  - 中键单击：单击第三按钮。在大多数情况下，这也是滚轮。
  - 单击第四个按钮。
  - 单击第五个按钮。
  - USB 标准为鼠标和其他类似设备定义了最多 65535 个不同的按钮，[8]尽管在实践中很少实现 3 个以上的按钮。
- 拖动：按住按钮，然后移动鼠标，然后松开按钮。这通常用于通过拖放来移动或复制文件或其他对象；其他用途包括在图形应用程序中选择文本和绘图。
- 鼠标按钮和弦（英语）或和弦点击：
  - 同时点击多个按钮。
  - 单击的同时在键盘上键入字母。
  - 同时单击并滚动鼠标滚轮。
- 按住修饰键并单击。
- 将指针移动很长的距离：当鼠标移动达到实际极限时，人们会抬起鼠标，将其放在工作区的另一边，然后再将其放回到工作表面上。这通常是不必要的，因为加速软件可以检测到快速移动，并且会以比慢速鼠标移动快得多的速度移动指针。
- 多点触控：这种方式类似于笔记本电脑上的多点触控触摸板，支持多根手指的点击输入，最著名的例子就是Apple Magic Mouse。

### 手势
主条目：指点设备手势
手势界面已成为现代计算不可或缺的一部分，它使用户能够以更直观、更自然的方式与设备交互。除了传统的指向和点击操作外，用户现在还可以使用手势输入来发出命令或执行特定操作。这些风格化的鼠标光标运动（称为“手势”）可以增强用户体验并简化工作流程。
为了说明手势界面的概念，我们以绘图程序为例。在这种情况下，用户可以使用手势删除画布上的形状。通过在形状上快速以“x”运动移动鼠标光标，用户可以触发删除所选形状的命令。这种基于手势的交互使用户能够快速高效地执行操作，而无需完全依赖传统输入方法。
虽然手势界面提供了更具沉浸感和互动性的用户体验，但它们也带来了挑战。其中一个主要困难在于对用户更精细的运动控制的要求。手势需要精确的动作，这对于灵活性有限的人或刚接触这种交互模式的人来说更具挑战性。
然而，尽管存在这些挑战，手势界面仍然因其能够简化复杂任务和提高效率而广受欢迎。多种手势惯例已被广泛采用，使用户更容易接受。其中一种惯例是拖放手势，它已在各种应用程序和平台上普遍使用。
拖放手势是一种基本手势惯例，可让用户无缝操作屏幕上的对象。它涉及用户执行的一系列操作：
1. 当光标悬停在界面对象上时按下鼠标按钮。
2. 按住按钮的同时将光标移动到其他位置。
3. 释放鼠标按钮即可完成操作。

此手势让用户能够轻松传输或重新排列对象。例如，用户可以将代表文件的图片拖放到垃圾桶图像上，表示要删除该文件。这种直观且直观的交互方式已成为组织数字内容和简化文件管理任务的代名词。
除了拖放手势之外，手势界面范式中还出现了其他几种语义手势，成为标准惯例。这些手势有特定的用途，有助于提供更直观的用户体验。一些值得注意的语义手势包括：
- 基于跨越的目标：此手势涉及跨越屏幕上的特定边界或阈值以触发操作或完成任务。例如，在屏幕上滑动以解锁设备或确认选择。
- 菜单遍历：菜单遍历手势有助于浏览层级菜单或选项。用户可以执行滑动或滚动等手势来浏览不同菜单级别或激活特定命令。
- 指向：指向手势涉及将鼠标光标定位在对象或元素上以与其交互。此基本手势使用户能够选择、点击或访问上下文菜单。
- 鼠标悬停（指向或悬停）：鼠标悬停手势是指将光标置于对象上方但不点击。此操作通常会触发视觉变化或显示有关该对象的其他信息，从而为用户提供实时反馈。

这些标准的语义手势和拖放惯例构成了手势界面的基石，让用户能够使用直观、自然的动作与数字内容进行交互。

### 具体用途
20 世纪末，带有放大镜的数字化仪鼠标（冰球）与AutoCAD一起用于蓝图的数字化。

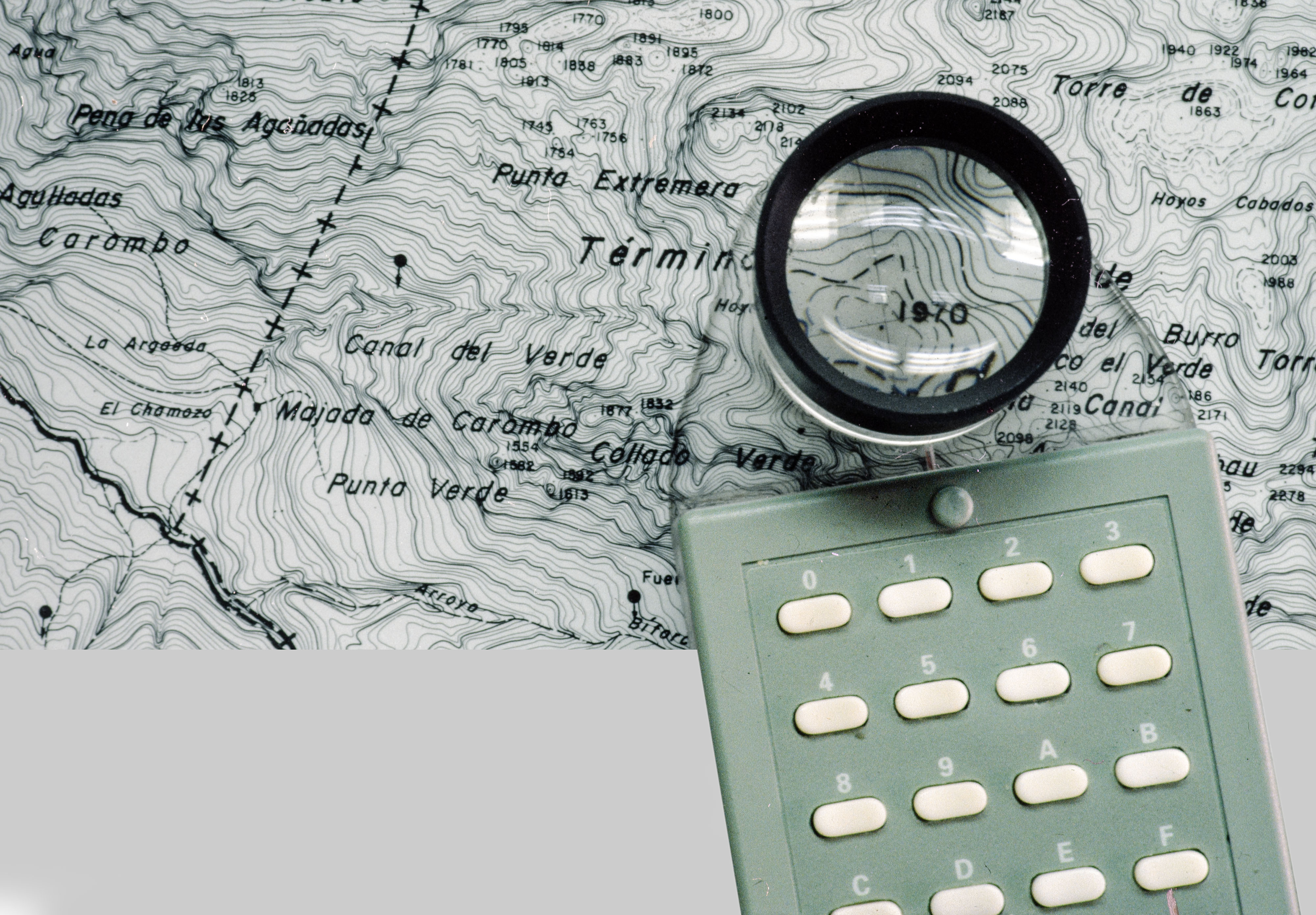
数字鼠标（鼠标垫）

鼠标输入的其他用途通常出现在特殊应用领域。在交互式三维图形中，鼠标的运动通常直接转化为虚拟对象或相机方向的变化。例如，在第一人称射击类游戏中（见下文），玩家通常使用鼠标来控制虚拟玩家“头部”朝向的方向：向上移动鼠标将导致玩家向上看，从而显示玩家头顶的视图。相关功能使对象的图像旋转，以便可以检查所有侧面。3D 设计和动画软件通常会模态地组合许多不同的组合，以允许对象和相机在空间中旋转和移动，并且鼠标可以检测到几个运动轴。
当鼠标有多个按钮时，软件可能会为每个按钮分配不同的功能。通常，鼠标上的主要按钮（在右手配置中最左边）将选择项目，而次要按钮（在右手配置中最右边）将调出适用于该项目的备选操作菜单。例如，在具有多个按钮的平台上，Mozilla Web 浏览器将在响应主要按钮点击时跟踪链接，将在响应次要按钮点击时调出该链接备选操作的上下文菜单，并且通常会在响应第三（中间）鼠标按钮点击时在新选项卡或窗口中打开链接。

## 質感和操作性
操作滑鼠時游標的準確性，還取決於感應器（滾輪或光學感應）與握持部位之間的關係，通常是感應器稍後於握持部位為佳。設計不良的滑鼠，無法引導使用者以較舒適的方式使用滑鼠，或指標的準確性不佳，容易點錯。滑鼠表面常有一層烤漆或其它物質，大多只是為了美觀，有時是為了止滑。滑鼠表面上的這些物質，很容易因操作滑鼠時的頻繁摩擦而脫落；因此滑鼠一開始很美觀，但脫落以後就非常醜。按鍵方面，有的滑鼠會發出很大的喀咑聲，按鍵較硬，不易按下；有的聲音較小，按鍵較軟。滾輪和按鍵類似，較鬆的滾輪在滾動時，會感到不灵敏。此外，有些滑鼠會加上金屬塊，增加滑鼠的重量，以模仿逐漸淘汰的機械滑鼠。但這卻會增加了原本就可以減去的負擔。滑鼠各個按鍵通常使用相同的元件，但各個按鍵的使用頻率卻可以有極大的差異，結果時常因為某一顆按鍵壞了（通常是滑鼠左鍵或滾輪），就要換掉整個滑鼠。滑鼠的操作性大多和使用者的使用習慣有關，滑鼠的使用本身就需要某種程度的適應；外觀和質感等，也取決於使用者的偏好傾向。
平整、光滑、整洁的工作表面最适于滑鼠的操作，如以下所述的工作面可支持机械滑鼠的操作：
- 光滑的木板表面
- 玻璃表面
- 搪瓷表面
- 塑料制品表面
- 硬纸面
- 金属制品表面

粗糙的表面会占附一些污染物如：灰尘、石蜡、碎屑等，这些东西会影响机械滑鼠内部圆球在平面上的定位，如桌面的水滴或其他污染物、灰尘等。一个较深的凹槽会导致滑鼠发生一些奇怪的操作。

## 主要品牌
- DragonWar
- 羅技
- 微軟
- Razer
- 技嘉科技
- 曜越科技
- 苹果公司
- Saitek
- Cherry
- SteelSeries
- 昆盈（Genius,並已購併滑鼠的先驅之一Mouse Systems Corporation）
- 新贵实业
- 双飞燕
- 佳士奇（JASCHY）
- 雷柏科技
- 惠普
- 戴爾

## 注
1. ↑  在此之前的鼠标无法在光滑的玻璃板上正常工作。